# 赫姮尼依
赫姮尼依（1992年5月15日—），是2017越南環球小姐冠軍，2018環球小姐參選佳麗，是首位進入前5名的越南佳麗，創下歷來越南小姐最佳參賽成績。

## 早年經歷
赫姮尼依出身越南多樂省貧困山區的少數民族埃地族，家中有6位兄弟姊妹，早婚是埃地族人的傳統。在赫姮·尼依14歲那年，她的父母叫她準備嫁人，然而她卻不從，為了追逐夢想，她隻身從山區搬到胡志明市升學。赫姮·尼依剛到胡志明市時，為了賺取學費及生活費，她當過保母、清潔婦，她勤奮向學，最終考上了越南對外經濟學院。2014年開始當模特兒是她人生的轉捩點，她參加實境節目《越南名模生死鬥》，獲得第9名成績。

## 參選環球小姐
赫姮尼依參加2017年越南環球小姐選美時，擁有俏麗短髮、運動員的結實體態、小麥膚色以及自信笑容的她立刻吸引大家目光，在與其他皮膚白皙、溫柔婉約的佳麗比較，她與別不同，最終赫姮尼依憑藉個人魅力奪得2017年越南環球小姐冠軍，成為首位奪得后冠的少數民族佳麗。贏得越南環球小姐后冠後，她改成把越南環球小姐冠軍獎金全數捐出，希望能用自身的經驗鼓勵其他貧困孩子讀書。赫姮·尼依之後以越南環球小姐身分推動愛滋教育，倡議支持需要協助的孤老愛滋帶原者。還擔任非營利組織「書房」的全球大使，鼓吹女性受教權，她還募款在貧困的山區興建圖書館。
2018年12月赫姮尼依代表越南到泰國曼谷參加2018環球小姐選美，角逐2018年環球小姐冠軍。在進入前20強時，每位佳麗都有約30秒發言機會，此時赫姮尼依說;「我是少數民族，我是要在14歲時結婚的，但不，我選擇了教育。從什麼都不是，到我站在這裡。 我能做到，你也可以做到。」博得台下一遍掌聲，更為她闖進前10。之後在泳裝及晚裝環節上的自信的表現順利讓她創下歷來越南佳麗最佳參賽成績，進入前5強。

## 榮譽
2019年3月19日，赫姮尼依獲得越南副总理张和平頒發的2018年优秀青年奖。